# Alberto Benettin
Alberto Maria Benettin (Padova, 25 novembre 1990) è un giocatore e allenatore italiano di rugby a 15 che milita nel Biella da giocatore nel ruolo di utility back e, dal 2021-22, anche con l'incarico di allenatore-capo.

## Biografia
Formatosi nel Petrarca, club della sua città natale, vanta presenze nelle tre franchise nazionali in Celtic League, Aironi, Zebre e Benetton; da permit player di quest'ultima squadra conquistò lo scudetto nel 2018 con il Petrarca.
A Biella nel 2019, divenne giocatore e allenatore in seconda della squadra; dalla stagione 2021-22 ne è allenatore capo, pur rimanendone giocatore.
In ambito internazionale vanta presenze nelle rappresentative giovanili e un cap nell'Italia maggiore, a Toronto nel 2012 in un test match contro il Canada.
A fine stagione 2024-25 ha condotto il Biella alla sua prima promozione assoluta alla Serie A Élite, la massima divisione nazionale.

## Palmarès
- Campionati italiani: 1
Petrarca: 2017-18